# Pusztaszabolcs (stacja kolejowa)
Pusztaszabolcs (węg. Pusztaszabolcs vasútállomás) – stacja kolejowa w Pusztaszabolcs, w komitacie Fejér, na Węgrzech. Stanowi ważny węzeł kolejowy.

## Linie kolejowe
- 40 Budapest – Dombóvár – Pécs
- 42 Pusztaszabolcs - Paks
- 44 Pusztaszabolcs – Székesfehérvár